# سفارة لوكسمبورغ في بولندا
سفارة لوكسمبورغ في بولندا هي أرفع تمثيل دبلوماسي لدولة لوكسمبورغ لدى بولندا. تقع السفارة في وهي تهدف لتعزيز المصالح اللوكسمبورغية في بولندا.

## وصلات خارجية
- الموقع الرسمي
- قائمة سفارات لوكسمبورغ
- قائمة السفارات في بولندا